# Epistola lui Pavel către efeseni
Epistola către Efeseni este a cincea dintre epistolele pauline, și a zecea în canonul Noului Testament. 

## Autenticitate

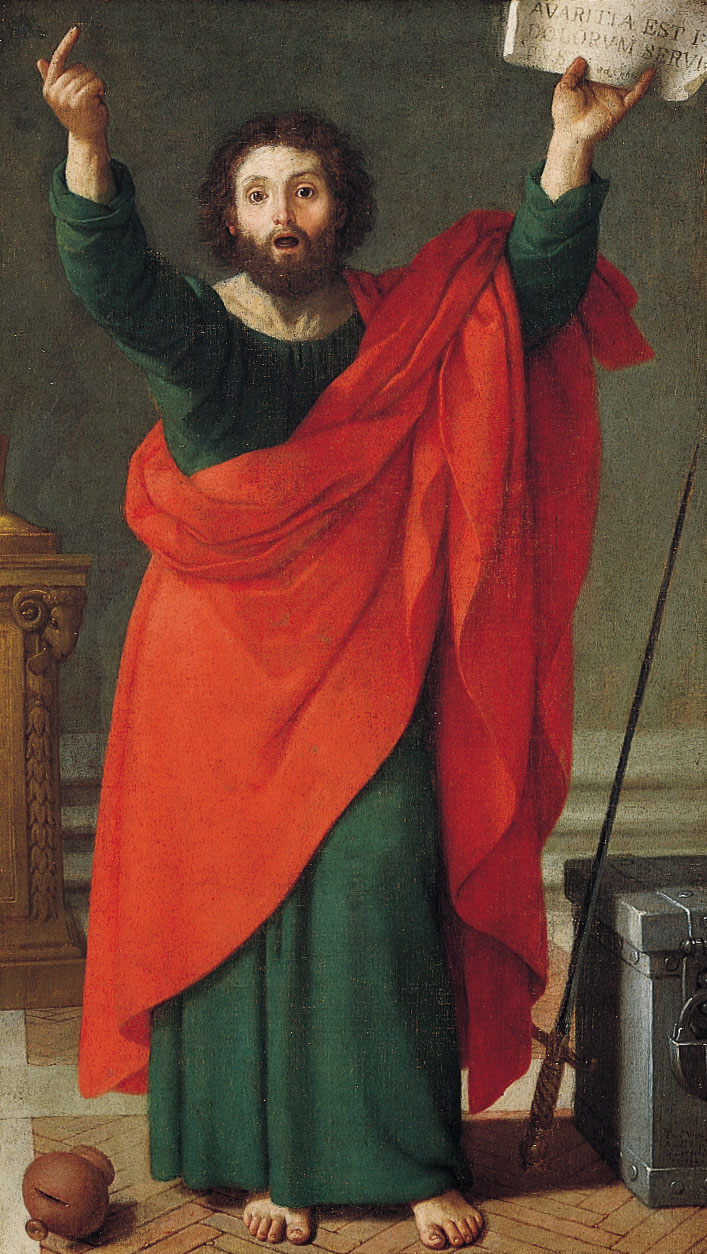
Sfântul Paul, 1740, de Vieira Lusitano. Sfântul este înfățișat predicând, ținând în mâna stângă un fragment din Epistola către Efeseni ("avaritia est idolorum servitus",).

Potrivit tradiției, apostolul Pavel a scris scrisoarea în timp ce se afla în închisoare la Roma (în jurul anului 62 d.Hr.). Aceasta ar fi cam în același timp cu Epistola către Coloseni (cu care seamănă în multe puncte) și Epistola către Filemon. Cu toate acestea, mulți savanți critici au pus la îndoială paternitatea scrisorii și sugerează că ar fi putut fi scrisă între anii 80 și 100 d.Hr. Conform textului ei, scrisoarea a fost scrisă de Apostolul Pavel, o atribuție pe care creștinii o acceptau în mod tradițional. Conținutul teologic, limbajul și stilul folosit au dus la concluzia că autorul epistolei nu poate fi același cu cel al scrierilor pauline a căror autenticitate este în general acceptată. Exegeza catolică și evanghelică din secolul al XX-lea a datat scrisoarea între anii 80-90, așadar după moartea lui Pavel. Exegeza evanghelicală din SUA insistă asupra opiniei că scrisoarea ar fi fost scrisă de Pavel însuși. Primul savant care a remarcat neconcordanțele teologice și stilistice între această epistolă și restul scrierilor pauline a fost Erasmus din Rotterdam, în anul 1519. Începând cu 1792, unii savanți au susținut că scrisoarea este de fapt Deutero-Pauline, ceea ce înseamnă că este Pseudoepigrafie scrisă în numele lui Pavel de un autor mai târziu puternic influențat de gândirea lui Pavel. Potrivit unei surse academice, scrisoarea a fost probabil scrisă „de un discipol loial pentru a rezuma învățătura lui Pavel și pentru a o aplica la o situație nouă la cincisprezece până la douăzeci și cinci de ani după moartea apostolului”.
Asupra autenticității epistolei nu există consens științific. De exemplu în 1 Corinteni învierea este în trup, la revenirea lui Isus de la sfârșitul lumii. În Efeseni viziunea asupra sfârșitului lumii este tocmai cea combătută în 1 Corinteni, și anume că credincioșii ar fi deja înviați cu Hristos și ar domni cu Hristos în locurile cerești. Această contradicție îi face pe unii cercetători să creadă că Pavel a scris 1 Corinteni dar nu și Efeseni.

## Titlu

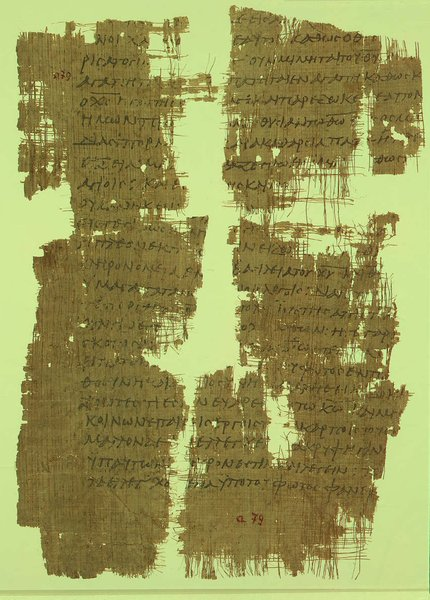
Papyrus 49, un manuscris din secolul al III-lea al Epistolei către Efeseni

În majoritatea manuscriselor, scrisoarea e adresată "către sfinții care sunt în Efes și credincioșii în Cristos Isus", unele din cele mai vechi manuscrise nu conțin cuvintele "în Efes". În canonul lui Marcion e prezentă cu numele de "Epistola către laodiceeni"; nici Tertulian nu pare a o cunoaște sub titlul de "Efeseni" (vezi Adversus Marcionem 5.11.17, 5.17.1).

## Teme
Potrivit cercetătorului Noului Testament Daniel Wallace, tema poate fi formulată pragmatic ca „Creștini, înțelegeți-vă unii cu alții! Mențineți practic unitatea pe care Hristos a realizat-o pozițional prin moartea sa."
O altă temă majoră în Efeseni este păstrarea trupului lui Hristos (adică a Bisericii) curat și sfânt.
„Fiți, Așadar, fiți imitatori ai lui Dumnezeu ca niște copii preaiubiți și trăiți în dragoste, așa cum și Cristos ne-a iubit și S-a dat pe Sine pentru noi, ca un dar și ca o jertfă de o aromă plăcută lui Dumnezeu.”—Efeseni 5:1–2>
În a doua parte a scrisorii, Efeseni 4:17–6:20, autorul oferă sfaturi practice despre cum să trăiești un stil de viață sfânt, curat și inspirat de Hristos.

## Structură
1. Introducere (1)
  1. Salutare (1.1-2)
  2. Binecuvântare (1.3-14)
  3. Mulțumire (1.15-23)
2. Expunere teologică (2-3)
3. Instrucțiuni practice (4.-6.20)
4. Încheiere (6.21-24)
  1. Recomandarea lui Tihic (6.21-22)
  2. Binecuvântare (6.23-24)